# スプリンターセル 二重スパイ
スプリンターセル 二重スパイ（Splinter Cell Double Agent）はフランスのコンピューターゲーム開発・販売会社であるユービーアイソフトから2006年, 2007年に発売されたスプリンターセルシリーズ4作目である。日本では2007年にXbox 360版とPS2版の二機種で発売された。携帯電話用にアレンジした同名タイトルも発売されている。

## 概要
Xbox 360, PC, PS3版とXbox, PS2, GC, Wii 版では軸となるストーリは同じだが、若干登場する武器や登場キャラクターが異なっている。なお、2010年11月現在日本で発売されたスプリンターセルシリーズの中で唯一日本語音声が収録されていない。
Xbox 360, PC, PS3版
『パンドラトゥモロー』を開発したユービーアイシャンハイが行っている。HD機の性能をいかし、光の表現に力が入っている。
Xbox, PS2, GC, Wii 版
『スプリンターセル』と『カオスセオリー』を開発したユービーアイモントリオールが開発した。こちらは従来通り暗闇を活かした作品になっている。
モバイル 版
Nokiaの旧スマートフォン用として、「スプリンターセル･パンドラトゥモロー」「スプリンターセル・カオスセオリー」に続き、「スプリンターセル4 ダブルエージェント」のタイトルでゲームロフトが開発、発売した。日本市場向けとして、フィーチャーフォンに移植されている。

## ストーリー
アメリカ国家安全保障局内の秘密組織「サード・エシュロン」に所属する秘密工作員「スプリンターセル」サム・フィッシャーは若手のスプリンターセルと共にアイスランドの地熱発電所のある一帯を探索していた。その若手を失いつつも何とか任務を遂行したサムは、娘サラが交通事故で死亡した事を知らされる。
サラを失った事で自暴自棄になるサムは危険な任務を求めるようになり、ついには二重スパイを引き受けた。サムはテロリスト集団「JBA」（ジョン・ブラウンズ・アーミー）への接触を図る為「サード・エシュロン」脱退と銀行強盗の罪を偽装し、刑務所で服役中の「JBA」メンバーであるジェイミー・ワシントンに接近する。 

## 登場人物
サム・フィッシャー
このシリーズの主人公。
アメリカ国家安全保障局内の秘密組織「サード・エシュロン」に所属する秘密工作員「スプリンターセル」。
一人娘であるサラを失い自暴自棄になり二重スパイを引き受ける。
アーヴィン・ランバート大佐
「サード・エシュロン」局長。
研究員、ハッカー、指揮官からなるサードエシュロンチームと実際に潜伏活動を行うエージェントの間を取り持つ人物。
エミール・デュフレイン
テロ組織「JBA」の創始者にして実質的なリーダー。
堕落した政治によって修復不可能となったアメリカ国家を自分の手で「純粋な国家」に設立しなければならないと信念を持っている。
ジェイミー・ワシントン
テロ組織「JBA」のメンバー。
短気で子供っぽい所もあるが、一度怒らせると手がつけられなくなる。
エンリカ・ビラブランカ
テロ組織「JBA」のメンバー。
科学技術の博士号を持つ。
不幸な生い立ちでやむなく組織に所属しているが、自分が製作した爆弾が作動しているか興味を持っており、任務に達成感を持っている。
スタンレー・デイトン
テロ組織「JBA」のメンバー。
主に組織のIT関連の仕事に従事している。
カーソン・モス
テロ組織「JBA」のメンバー。
エミールを崇拝し、彼の為ならばどんな殺しでも喜んで請け負う。
体格も大きく腕力もあり、性格も凶暴。バイセクシャルでもある。